# Frankhplatz
Ten artykuł dotyczy przyszłego wydarzenia. Informacje w nim zawarte mogą się zmienić wraz z pojawieniem się nowych faktów, a początkowe doniesienia mogą być niepewne. Ostatnie aktualizacje tego artykułu mogą nie odzwierciedlać najbardziej aktualnych informacji.
Frankhplatz (dawniej jako: Frankhplatz – Altes AKH) – planowana stacja linii U5 wiedeńskiego metra znajdująca się w dzielnicy Alsergrund. Budowa stacji ma się rozpocząć w 2020 r. i ma zakończyć się wraz z pierwszym etapem budowy linii U5 oraz przebudowy trasy linii U2. Po pierwszym etapie budowy, stacja ma być końcową stacją linii U5, natomiast po zakończeniu jej budowy na pełnej trasie, pociągi pojadą dalej do stacji Elterleinplatz.
Stacja Frankhplatz umożliwi przesiadki pomiędzy linią U5 a liniami tramwajowymi nr 43 i 44. W pobliżu stacji znajduje się kampus Uniwersytetu Wiedeńskiego.